# 里奥格兰德 (科克莱省)
里奥格兰德是巴拿马科克莱省佩诺诺梅区的一个城市，2010年是人口为3,117。 该市2000年时人口为2,411，1990年时人口为2,915。